# Randy Marsh
Randall S. Marsh es un personaje de la serie de televisión South Park, creado por Trey Parker y Matt Stone. El encargado de darle la voz en inglés es Parker. Es padre de Stan Marsh, uno de los protagonista de la serie. Randy está inspirado en el padre de Trey Parker, cocreador de la serie animada para adultos. Su primera aparición en la televisión fue en el episodio 2 de la temporada 1 Volcán, transmitido el 20 de agosto de 1997. 
Randy es hijo de Marvin y la abuela Marsh, esta casado con Sharon Marsh, la madre de sus dos hijos, Stan y Shelly. Desde la temporada 1 a la 21 fue geólogo local de South Park, obteniendo un Premio Nobel por su teoría sobre la moderación en el episodio Combustión espontánea de la temporada 3. Perdió su trabajo en el episodio Sobre la última noche por abusar verbal y físicamente a su jefe, pero finalmente fue contratado nuevamente. 
Desde el episodio de la temporada 22 Granjas Tegridad, se traslada junto a su familia a Granjas Tegridad, comenzando un nuevo negocio de cannabis, predeciblemente dejando su trabajo como Geólogo. 
En el episodio Ébola sin gluten, Randy llega a la fiesta final como Lorde. Para que posteriormente en el episodio El mariquita, se revele que Marsh tiene una doble vida como Lorde, ganando dinero, el cual se encuentra secretamente guardado por escribir canciones en las paredes de su casa. 
Randy es el mejor amigo de Gerald Broflovski, padre de Kyle Broflovski, Stuart McCormick, padre de Kenny McCormick y Steven Stotch, padre de Butters Stotch.

## Personalidad
Randy Marsh es uno de los muchos adultos irresponsables del show. Su personalidad demuestra que tiene muchos traumas de niño, lo que le hacer ser extremadamente influenciable. Es una persona pervertida, ama el alcohol y las peleas en los estadios de deportes y en ocasiones es paranoico.
Como muchos habitantes de South Park, su mente siempre tiene ideas absurdas y se mete en todo tipo de situaciones surrealistas, soliendo a estar activo casi todo el tiempo. Aunque es un personaje secundario, es uno de los que tienen mayor actividad junto a Butters. 
Sabe tocar guitarra y suele ser muy perseverante en lo que quiere. Siempre es líder, pero nunca toma buenas decisiones. Además, tiene un gran complejo de protagonismo y su ego lo lleva muchas veces a pensar que todo gira a su alrededor y que los demás necesitan o quieren ver lo que hace. Su tendencia al liderazgo, en ocasiones, le hace fungir como vocero de la comunidad, si no es que de la nación entera. Su esposa Sharon siempre trata de guiarlo, ya que es la más lista de la pareja, y Stan, su hijo, tiene mucha mayor madurez.
la razón es que también es obsesivo y tiene tendencias liberales.

## Momentos Memorables
En la temporada 3, en el episodio Combustión espontánea, Randy descifra que es lo que produce la Combustión espontánea, a saber: la manía de aguantarse los pedos por conveniencia social, y gracias a eso le hacen una estatua y gana el Premio Nobel. Luego, debido a la producción exagerada de gas metano ya que, para no arder como una falla, todo el mundo se tiraba pedos siempre que podía, le atribuyen a Randy el haber acelerado el calentamiento global.
En la temporada 7, en el episodio ¡South Park Es Gay!, Randy cambia por completo el look de varios hombres del pueblo, ya que la tendencia metrosexual había conquistado a South Park.
En la temporada 9, en el episodio La liga aburrida de beisbol, Randy se convierte en el ídolo de los protagonistas, pues su absurdo comportamiento y sus peleas con otros padres hicieron descalificar al equipo infantil de South Park de la serie de ligas pequeñas de béisbol; los chicos estaban felices de no tener que jugar más ese aburrido juego. En esa misma temporada, en el episodio Sangre de María, Randy es arrestado por conducir bajo influencias del alcohol. Como consecuencia lo mandan al grupo alcohólicos anónimos, donde le hacen creer que es un alcohólico sin serlo, por lo que Randy se rapa la cabeza y comienza a usar silla de ruedas como si tuviese un cáncer terminal mientras bebe sin parar. Mientras todo esto ocurría, una estatua de la Virgen María hace un milagro en un pequeño pueblo; defecar sangre en la cara de los fieles. Esto ocasionó que Randy le pidiera a su hijo Stan que le lleve a ese pueblo para recibir la Santa Defecación y así curarse del alcoholismo.
En el primer episodio de la 11 temporada, Con disculpas a Jesse Jackson, Randy menciona en televisión nacional la palabra negratas, apodo despectivo deformando la palabra negro (nigger en inglés), en respuesta a una pregunta en un programa de concursos, cuando debía decir naggers (quejicas). Esta confusión obligó a Randy a besarle el trasero a Jesse Jackson como disculpa. Luego logra que el Senado de Estados Unidos prohíba la palabra niggerguy (apodo que todo el mundo le llama para recordarle ese momento vergonzoso en la televisión nacional), ya que aprende en su propia carne lo mal que lo pasan los negros y lo insultados que se sienten cuando constantemente les dirigen apodos raciales. En el episodio La noche de los vagabundos vivientes (parodia de El amanecer de los muertos), Randy toma una escopeta y lidera un grupo que busca la supervivencia escapando de los vagabundos como si fuesen zombis, atrincherándose en el techo de un centro comercial al igual que la película homenajeada diciendo que tiene que tomar decisiones difíciles. Como es habitual, su hijo Stan y sus amigos solucionan el problema.
En la temporada 12, en el episodio Sobre Cargado, Internet ha dejado de funcionar espontáneamente y Randy está desesperado porque necesita de la Internet para poder masturbarse, pues con internet se acostumbró a perversiones tan grandes que, como el mismo dice ya no puedo simplemente volver al Playboy. Este es uno de los momentos más memorables de la serie: Para poder desahogar sus deseos, decide colarse en el refugio de Cruz Roja (Que es el único sitio en el que internet no está racionado) y usa la computadora con tal objetivo, en unos cuantos minutos llena de semen toda la habitación, diciendo luego la excusa de que lo atacó un terrorífico fantasma y que el semen que le cubre por completo, es en realidad ectoplasma. Luego en el episodio Sobre la última noche, festeja desquiciadamente al enterarse del triunfo de Barack Obama en las Elecciones presidenciales de Estados Unidos de 2008. Randy apoya fervientemente a Obama, y en su idea de que con Obama las cosas cambiarían en Estados Unidos, insulta a su jefe, es despedido de su trabajo y bebe litros de alcohol perdiendo la noción del tiempo. Como suele ocurrir, los adultos de South Park tomaron muy en serio las elecciones y Randy fue uno de los más radicales.
En la temporada 13, le insiste a su hijo Stan que deben ganar un concurso de cochecitos de madera. Para hacerlo hace una pequeña trampa, se disfraza de la princesa Leia Organa y roba un pequeño imán superconductor del gran Colisionador de Hadrones para añadirlo al coche de madera de Stan. El imán provoca que el coche viaje a velocidades superiores a la velocidad de la luz, descubriendo la velocidad factorial (Warp Speed en inglés), lo que llama la atención de la Confederación de Planetas.
En la temporada 14, Randy se produce a sí mismo cáncer testicular para poder comprar marihuana libremente, bajo el término Cannabis medicinal, hasta que la enfermedad se complica y sus testículos se hacen más grandes que sus piernas, lo que le obliga primero a llevarlos en una carretilla y luego a rebotar sentado encima de los mismos.
En la temporada 16, Randy se quejó de que cambiaran las reglas del fútbol americano para hacerlo más seguro. Como sarcasmo, inventó un deporte llamado Sarcasmoból, en el que los niños usan sostenes, sombreros de papel aluminio y jugaban con un globo, donde éste se debe pasar al otro jugador mientras el resto de los jugadores se abrazan entre sí. Pero el juego es aceptado por la escuela y la NFL. Randy se vuelve el principal entrenador, siendo Butters un gran jugador de este juego. Al final, el juego cae porque todos tomaban la bebida hecha con el semen de Butters para volverse amables como él y ser buenos en el juego, regresando el futbol americano.
Durante la temporada 18, Randy se transforma en Lorde para poder entrar al baño femenino, debido a que son más limpios que los baños masculinos, llevando así una doble vida.
En la temporada 19, Randy Marsh se une al grupo de la gente políticamente correcta (PC), junto al director PC, prometiendo hacer de South Park una mejor ciudad. Hizo que se iniciara Whole Foods en la ciudad, lo cual inició grandes cambios. Pero con el pasar del tiempo, Randy no quiso dar dólares a los niños pobres y hambrientos del mundo y termina siendo víctima de humillación. Dado a esto junto a algunas celebridades, obliga a los niños hambrientos a usar Ipad's para borrar los comentarios negativos sobre ellos y resaltar sólo los positivos.
En el episodio homónimo de la temporada 22, luego de que Randy trasladara a su familia a la Granjas Tegridad, comienza su trabajo de agricultor de cannabis, iniciando así un nuevo negocio. En el episodio Desfile de Bicis, Sharon le dice a Randy que la venta de mariguana era un mal negocio, ya que las personas apenas compraban. Pero Randy de alguna manera logra obtener muchos clientes durante la huelga de Amazon, expandiendo su negocio.